# Gabriel Tamaş
Gabriel Sebastian Tamaş (Brașov, 9 de novembre de 1983) és un futbolista romanès, que ocupa la posició de defensa.

## Trajectòria
Inicia la seua carrera en equips romanesos fins que a l'estiu del 2002 fa el salt al Dinamo de Bucarest. A l'any següent marxa al Galatasaray SK. Per al gener del 2004 recala al Spartak de Moscou, que el cedeix a l'estiu d'eixe any al Dinamo de Bucarest, on roman any i mig.
Retorna a Rússia, per a jugar posteriorment al Celta de Vigo i a l'AJ Auxerre. Retorna de nou al Dinamo, ara cedit pel conjunt francés. El gener del 2010 signa pel West Bromwich Albion FC fins al final de temporada.
Ha estat internacional amb la selecció romanesa en 42 ocasions, tot marcant dos gols. Ha participat en l'Eurocopa de 2008.